# Maninghem
Maninghem é uma comuna francesa na região administrativa de Altos da França, no departamento de Pas-de-Calais. Estende-se por uma área de 3,93 km². Em 2010 a comuna tinha 149 habitantes (densidade: 37,9 hab./km²).